# Inžener Gof
Inžener Gof (Инженер Гоф) è un film del 1935 diretto da Rašel' Markovna Mil'man-Krimer e Boris Špic.